# Chonira Beliappa Muthamma
Chonira Beliappa Muthamma fue una diplomática india.
- En 1951 ingresó al Servicio Exterior.
- De 1951 a 1954 fue tercera secretaria de embajada en París.
- De 1954 a 1956 fue segunda secretaria de embajada en Rangún (Burma).
- De 1956 a 1959 fue primera secretaria de embajada en Londres.
- De 1960 a 1963 fue secretaria adjunto en el departamento del Este en el Ministerio de Asuntos Exteriores (India).
- De 1963 a 1964 fue Research Fellow de la Universidad de Columbia en Nueva York
- De 1968 a 1970 fue secretaria de adjunto en el Ministerio de Asuntos Exteriores (India).
- El 03 de agosto de 1970 fue la primera embajadora de carrera designada a Budapest.
- De 03 de agosto de 1970 a 1975 fue embajadora en Budapest.
- Del 1972 al 18 de octubre de 1979 fue Alto Comisionado en Acra (Ghana) con acreditación como embajadora en Monrovia (Liberia) y comisionada en Freetown (Sierra Leona).[1]